# Murowanka (gromada)
Murowanka – dawna gromada, czyli najmniejsza jednostka podziału terytorialnego Polskiej Rzeczypospolitej Ludowej w latach 1954–1972.
Gromady, z gromadzkimi radami narodowymi (GRN) jako organami władzy najniższego stopnia na wsi, funkcjonowały od reformy reorganizującej administrację wiejską przeprowadzonej jesienią 1954 do momentu ich zniesienia z dniem 1 stycznia 1973, tym samym wypierając organizację gminną w latach 1954–1972.
Gromadę Murowanka z siedzibą GRN w Murowance utworzono – jako jedną z 8759 gromad – w powiecie grójeckim w woj. warszawskim, na mocy uchwały nr VI/10/5/54 WRN w Warszawie z dnia 5 października 1954. W skład jednostki weszły obszary dotychczasowych gromad Bronisławów, Brzezinki, Franciszków, Gołębiów, Gośniewice, Krześniaków, Laski, Murowanka, Nowa Wieś, Prusy i Rytomoczydła ze zniesionej gminy Nowa Wieś oraz kolonia Grabiec z dotychczasowej gromady Wichradz ze zniesionej gminy Lechanice w tymże powiecie. Dla gromady ustalono 19 członków gromadzkiej rady narodowej.
31 grudnia 1959 do gromady Murowanka przyłączono obszar zniesionej gromady Miedzechów (bez wsi Przyłom, Sikuty i Falencin), a także wieś Wichradz ze znoszonej gromady Grzegorzewice Nowe w tymże powiecie.
31 grudnia 1961 do gromady Murowanka włączono wsie Hornigi i Michalczew ze zniesionej gromady Watraszew w tymże powiecie.
Gromada przetrwała do końca 1972 roku, czyli do kolejnej reformy gminnej.